# Ali-Gobeo
Ali-Gobeo (Ehari-Gobeu en euskera) es un barrio perteneciente al municipio de Vitoria. A efectos estadísticos está formado por la unión del concejo de Ali con el vecino polígono industrial de Gobeo.

## Localización
Una de las principales vías de acceso es la carretera A-3302 aunque son muchas las vías de comunicación porque se encuentra a tan solo a 3,5 km del centro de Vitoria. Limita al norte con Gobeo y Lopidana; al este con la ciudad; al sur con Zuazo de Vitoria y al oeste con Asteguieta.

## Historia
El crecimiento de la ciudad ha alcanzado ya al concejo de Ali convirtiéndolo prácticamente en un barrio de la ciudad, pero que aún conserva la estructura de un pueblo. Justo enfrente del concejo, y separado por una avenida, se encuentra el barrio de Sansomendi, de moderna construcción.
En 1958 la empresa IMOSA promocionó la construcción de una colonia obrera de 120 viviendas en el pueblo, aumentando las dimensiones y población de Ali hasta casi alcanzar los actuales. 

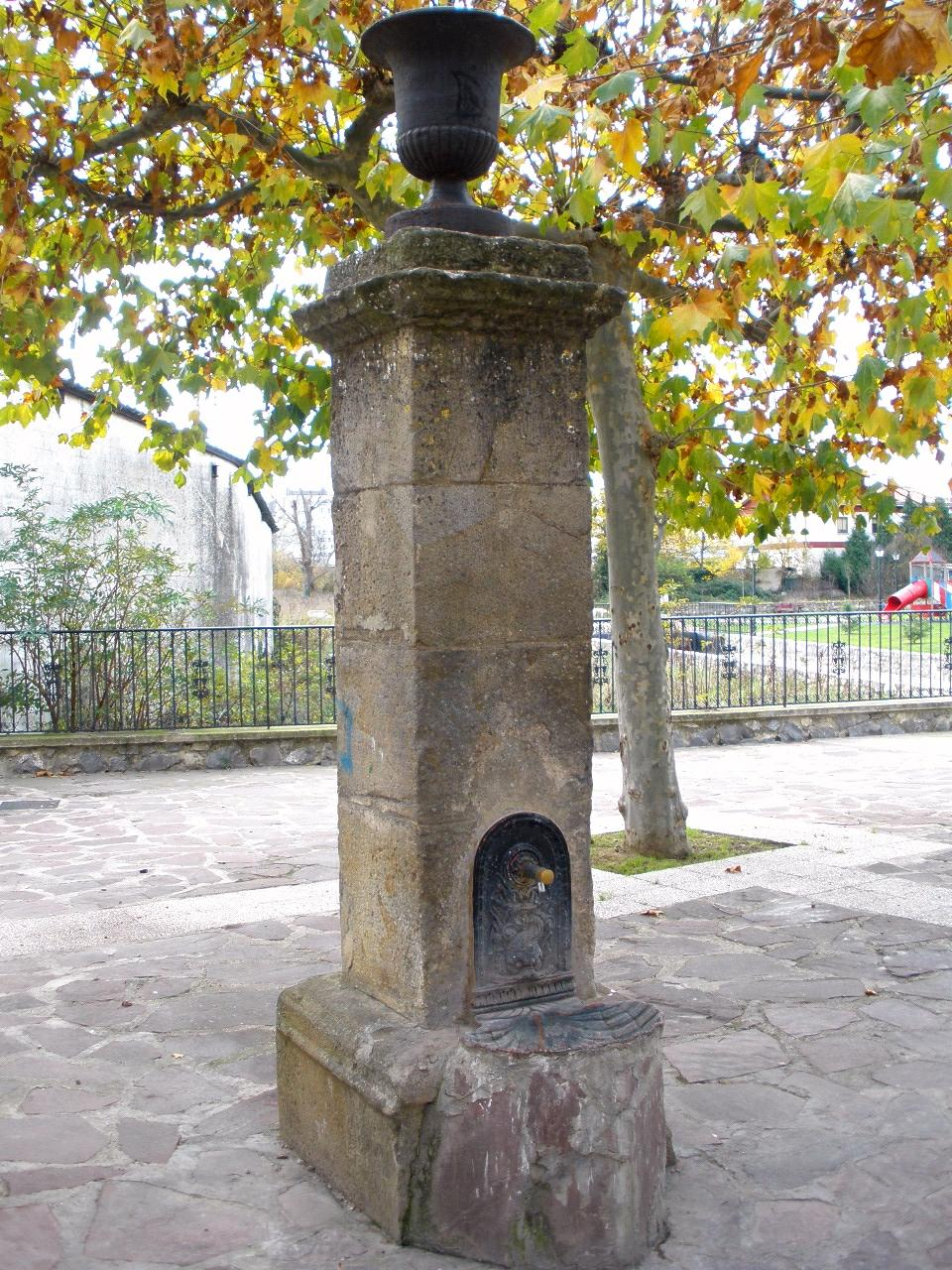
Fuente de la plaza Iturri-Berri

## Monumentos
La iglesia parroquial de San Millán cuenta con una destacable torre del siglo XVIII. En el primer cuerpo del retablo mayor se encuentra la Inmaculada y a su lado las esculturas de San Pedro y San Pablo. En el segundo, San Millán flanqueado por San Juan Bautista y San José. 
Hoy se conserva en mitad del pueblo, junto a la plaza Iturri-Berri, un crucero del siglo XVI. También existe otro crucero del siglo XVIII, en lo que fue el patio de la ikastola Ehari, actualmente Sociedad Gastronómica Kakiturri.

## Polígono Industrial de Ali-Gobeo
Es un polígono industrial situado entre los pueblos de Ali y Gobeo, al noroeste de la ciudad de Vitoria. Ahí se encuentra, entre otras empresas, una factoría de montaje de la empresa DaimlerChrysler, que fabrica furgonetas de la marca Mercedes-Benz. El modelo fabricado en Vitoria recibe el nombre de Vito. Esta es la principal empresa de Vitoria por número de trabajadores. También se encuentra en este polígono el Edificio de la Azucarera, una antigua azucarera que ha sido reconvertida en un edificio emblemático de oficinas.

## Fiestas
- Fiestas patronales de San Millán,  el 12 de noviembre.[2]
- Kakiturri eguna el último sábado de junio.